# Libpng
libpng — официальная эталонная библиотека для работы с растровой графикой в формате PNG (первоначально носила название pnglib). Библиотека является платформо-независимой и состоит из функций, написанных на языке Си. Для работы libpng необходима библиотека zlib.
Первая версия (0.1) библиотеки была выпущена 24 марта 1995 года, но лишь с выпуском версии 0.6 beta 1 мая 1995 года её стало возможно использовать в разработке ПО.
Библиотека libpng выпущена под лицензией libpng.